# Werner Peter
Werner Peter (Sandersdorf, 25 mei 1950) is een voormalig voetballer uit Oost-Duitsland, die speelde als aanvaller. Hij kwam zijn gehele loopbaan uit voor Hallescher FC Chemie.

## Interlandcarrière
Peter kwam in totaal negen keer (één doelpunt) uit voor de nationale ploeg van Oost-Duitsland in de periode 1978–1979. Onder leiding van bondscoach Georg Buschner maakte hij zijn debuut op 8 maart 1978 in de vriendschappelijke wedstrijd tegen Zwitserland (3–1) in Karl-Marx-Stadt, net als Detlef Raugust (1. FC Magdeburg).